# 近江鐵道

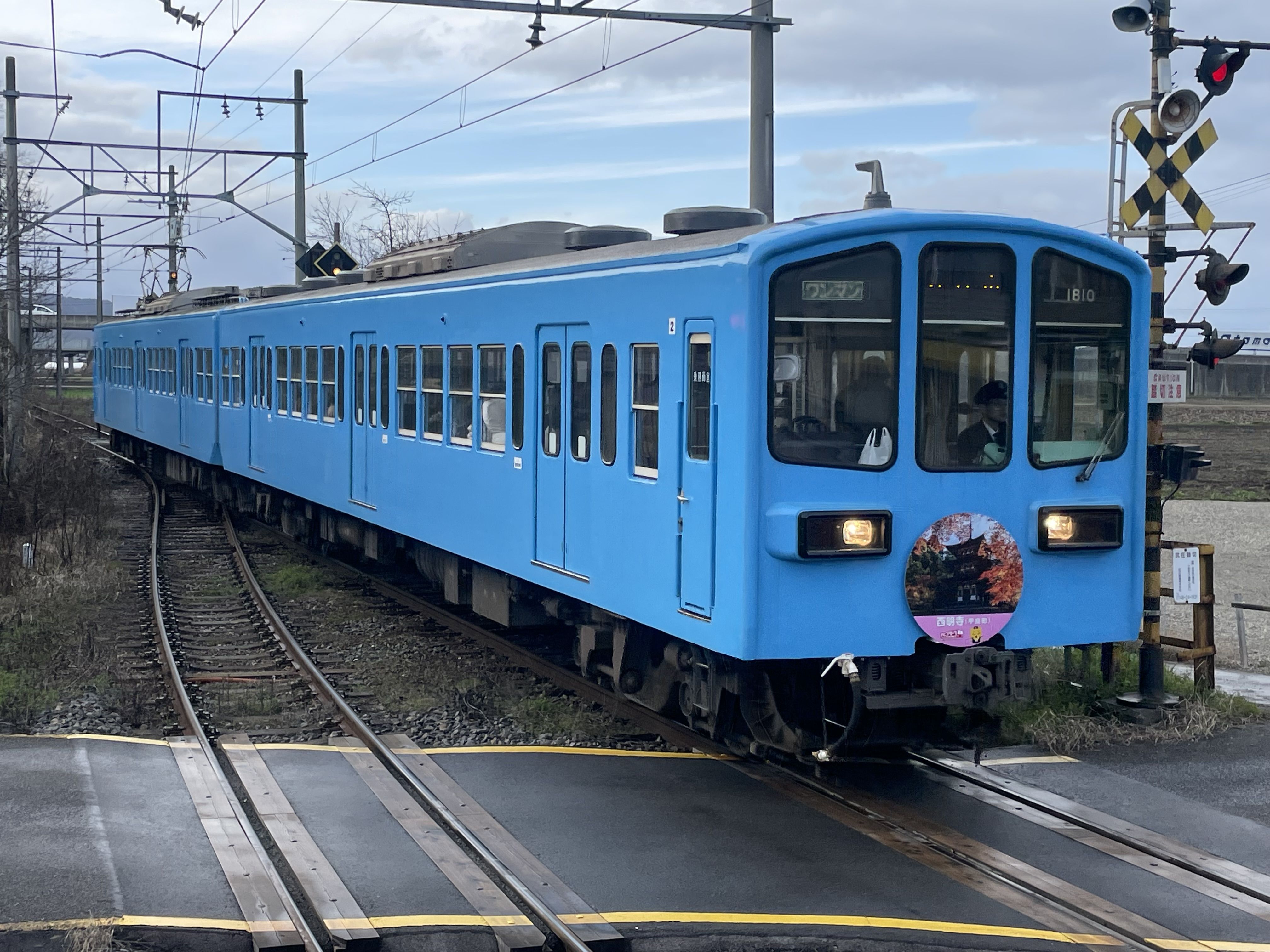
駛入武佐站的近江鐵道800系電聯車（2024年2月）

路線圖

近江鐵道股份有限公司（日语：／ Ōmi Tetsudō */?），簡稱近江鐵道，是一家隸屬於西武集團的日本私鐵與公共汽車交通業者。主要經營範圍位於滋賀縣東部，總部設於彥根市。
創立於1896年的近江鐵道在1943年時，與其當時的母公司宇治川電氣一同由滋賀縣出身的堤康次郎（西武鐵道集團創立者）所率領之鄉根土地（今王子大飯店的前身之一）所收購，而成為西武龐大事業群的一部份。

## 歷史
2024年4月1日，近江鐵道改採上下分離方式營運，由該公司負責鐵路事業，相關設備的維護、更新及管理費用則由鐵路線周邊的10個行政區所成立的一般社團法人「近江鐵道線管理機構」共同分擔。而近江鐵道也在3月27日舉行的會議上公布該年度的鐵道事業營運收益將轉為黑字，為該公司時隔31年實現獲利盈餘。

## 鐵路事業

### 現有路線
| 中文線名 | 日文線名 | 起點             | 終點               | 距離（公里） |
| -------- | -------- | ---------------- | ------------------ | ------------ |
| 本線     |          | 米原（OR01）     | 貴生川（OR37）     | 47.7         |
| 多賀線   |          | 高宮（OR07）     | 多賀大社前（OR09） | 2.5          |
| 八日市線 |          | 近江八幡（OR21） | 八日市（OR15）     | 9.3          |

## 使用車輛
2020年8月1日，近江鐵道引入由西武3000系電聯車改裝成的近江鐵道300型電聯車，並於當日舉行首發典禮。
2024年10月22日，近江鐵道宣布自西武鐵道收購4輛西武2000系電聯車，並規劃在改裝完後逐步替換目前使用的近江鐵道800系電聯車。

## 公車事業
近江鐵道所擁有的公車事業主要是涵蓋以彥根市為中心的滋賀縣東部地區，接受各地方自治體的社區巴士 (日本)業務委託。除近江鉄道巴士之外，該集團也擁有地方客運湖國巴士，及其他觀光遊覽車出租的業務。該集團原本也有經營高速巴士（高速バス）的業務，但已在2008年4月21日時撤出該事業。
2024年11月1日，近江鐵道巴士向國土交通省近畿運輸局申請調漲公車的車票，並於2025年1月24日獲得核准，為該公司時隔27年首度調漲車票，此次票價的平均漲幅為15.4%，並於2025年4月1日實施。

## 外部連結
- （日語）近江鐵道集團 （页面存档备份，存于）